# Elson Rosa
Elson Rosa, mais conhecido como Elson Salsicha (Urutaí, 03 de julho de 1931 — 16 de janeiro de 2012) foi um futebolista brasileiro. Jogava na posição de atacante e se consagrou defendendo o Goiânia entre 1948 e 1955.

## Carreira
O atacante Elson Salsicha foi um dos grandes heróis da conquista alvinegra do título do pentacampeonato goiano (1950-1954). Elson Salsicha, com sua raça e velocidade invejável, digna de grandes jogadores da história do futebol goiano, jamais medindo esforços para dar uma vitória ao Galo da capital, tornou-se ídolo da torcida alvinegra. É considerado até hoje para muitos um dos melhores atacantes da história do Goiânia.

### Artilheiro
As qualidades de Elson Salsicha em campo o levaram a artilharia do Campeonato Goiano em duas oportunidades. Em 1950, o grande atacante anotou 18 tentos e ainda levantou a taça. Já em 1954, foi o artilheiro ao lado de Fábio André (jogador da União) marcando 5 gols.

## Títulos
Goiânia
- Campeonato Goiano: 1948, 1950, 1951*, 1952, 1953, 1954, 1956, 1958, 1959, 1960
- Campeonato Estadual de Goiás: 1959, 1960
- Super Campeonato Goiano: 1952
- Torneio Início: 1950, 1952, 1953, 1954

* Título pertenceu ao Goiás na época. Porém, em 1960 houve a partida de desempate e o Goiânia levantou o caneco de 1951.

## Prêmios individuais
- Artilheiro do Campeonato Goiano: 1950 (18 gols), 1954 (5 gols)[2]